# استودیو آلکیمیا
استودیو آلکیمیا (به انگلیسی: Studio Alchimia) یک گروه آوانگارد پسا-رادیکال بود که در سال ۱۹۷۶ میلادی در میلان توسط الساندرو گوئریرو و خواهرش آدریانا با مأموریت اعلام شدهٔ «مادی‌سازی یک چیز ناموجود به وجود» تأسیس شد.

## تاریخچه

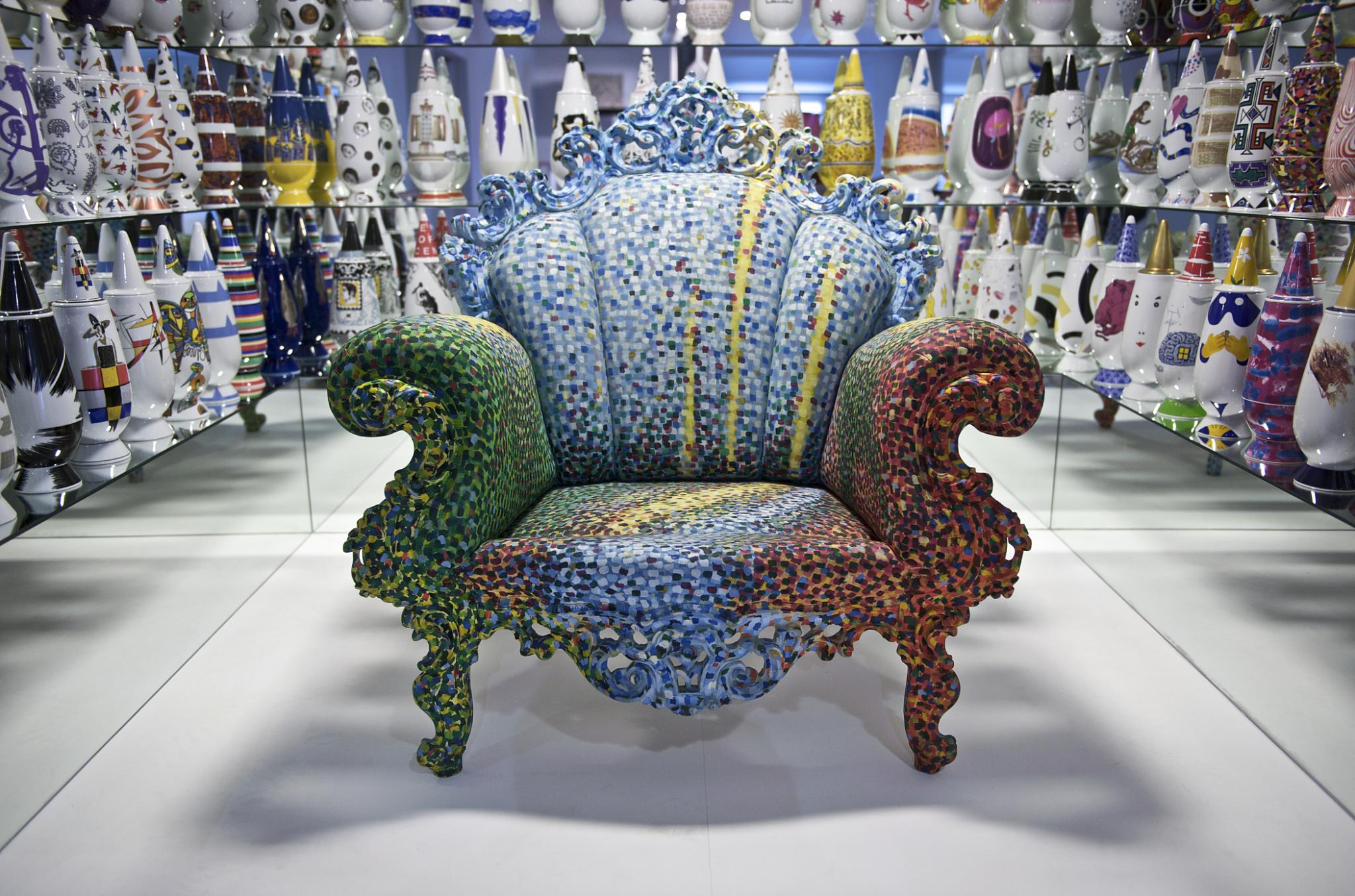
صندلی راحتی پروست، اثر: الساندرو مندینی، استودیو آلکیمیا، ۱۹۷۸ میلادی، موزه هنرهای تزئینی، پاریس

استودیو آلکیمیا یک گروه میان‌رشته‌ای و چندفُرمی بود که فعالیت‌های آن شامل سمینارها، تولید ویدئوهای تجربی، طراحی لباس، طراحی صحنهٔ تئاتر، طراحی محصول، هنرهای تزئینی، هنرهای نمایشی و معماری بود. آلکیمیا اولین گروه مبلمان خود را در نمایشگاه «باو. هاوس اونو» در سال ۱۹۷۸ میلادی ارائه کرد. «باو. هاوس اونو» شامل آثاری از: اتوره سوتساس پسر، الساندرو مندینی، آندره‌آ برانزی، تریکس و روبرت هاوسمن، اوفو، میکله د لوکی و پائولا ناونه بود. نمایشگاه آلکیمیا در سال ۱۹۸۰ میلادی «باو. هاوس اونو» شامل آثار نساجی دانیلا پوپا نیز بود.
اعضای اصلی استودیو آلکیمیا شامل طراحان: الساندرو گوئریرو، الساندرو مندینی، برونو گرگوری جورجیو گرگوری (†)، آرتورو ربولدی، پیر کارلو بونتمپی و کارلا چکاریگلیا بود. استودیو توسط آدریانا گوئریرو-رئالی، تینا کورتی و دوناتلا بیفی سازماندهی شد. در وبگاه آلکیمیا میلانو می‌توانید فهرستی از تمام افرادی که در آلکیمیا یا با آن کار کرده‌اند را بیابید.

## نمایشگاه‌ها
استودیو آلکیمیا آثار خود را در سه‌سالانه میلان، موزهٔ هنر مدرن پاریس، گالری هنر مدرن، میلان و در سال ۱۹۸۰ میلادی دوسالانه ونیز به نمایش گذاشت. در سال ۲۰۱۱ آثار آن‌ها در نمایشگاه «پست مدرنیسم: سبک و براندازی ۱۹۹۰–۱۹۷۰ میلادی» در موزهٔ ویکتوریا و آلبرت لندن به نمایش درآمد.

## جوایز
استودیو آلکیمیا در سال ۱۹۸۱ میلادی برای تحقیقات طراحی، موفق به دریافت جایزهٔ پرگار طلا در ردهٔ استودیو طراحی شد.